# Phialanthus ellipticus
Phialanthus ellipticus är en måreväxtart som beskrevs av Ignatz Urban. Phialanthus ellipticus ingår i släktet Phialanthus och familjen måreväxter. Inga underarter finns listade i Catalogue of Life.